# 持田シーメンスメディカルシステム
持田シーメンスメディカルシステム株式会社は、東京都品川区に本社を置く医療機器メーカーで、持田製薬とシーメンスの合弁企業であった。2013年にシーメンス・ジャパンに吸収合併された。

## 概要
持田製薬第二代社長（1964年〜1985年）であった持田信夫の意向で始められた医療機器事業に端を発する。持田は技術開発を積極的に推し進め、国産で初めて炭酸ガスレーザー手術装置（いわゆるレーザーメス）の実用化に成功している。
主力は超音波診断装置で、シーメンス製のACUSONシリーズと、自社製のSONOVISTAシリーズ（製造はパナソニック / パナソニック ヘルスケアが担当）を、主として産科、婦人科向けに販売していた。だが、SONOVISTAの一部の機種はACUSONをベースにしたものに移行しており、自社製のSONOVISTAはラインナップが減少傾向にあった。
産科、婦人科に強いということもあり、ヒステロスコープ（ペンタックスからのOEM）や新生児黄疸検査装置（京立電機からのOEM）なども販売しているが、逆に、産科むけではない製品の販売には弱く、胸部、循環器むけACUSONシリーズの販売は課題となっている。
1982年に日本国内で最初のMRIとして中津川市民病院に当時、同社が代理店を務めていたFONARのQED 80-αが導入された。
現在はレーザー手術装置からは撤退しているが、慢性疼痛疾患を対象とした半導体レーザー治療器を販売している（製造はパナソニック）。

## 略歴
- 1972年4月 - 持田製薬株式会社のME部門として発足。診断用X線装置MEX-021を発売。
- 1977年7月 - 国産初のポータブル型リニア電子スキャン方式超音波診断装置ソノビスタMEU-1571を発売。
- 1978年1月 - メディレーザSのバランス型レーザーヘッドが科学技術庁から注目発明選定証を受ける。
- 1980年5月 - 国産初の炭酸ガスレーザー手術装置メディレーザ-S MEL-442を発売。
- 1982年7月 - 日本で最初のMRI(FONAR QED80α)を中津川市民病院に設置[1][2][3]
- 1990年6月 - 松下電器産業と光ファイバー方式炭酸ガスレーザーメスの販売契約締結。
- 1999年11月 - 電子内視鏡ビデオヒステロスコープ発売。
- 2002年5月 - フルデジタル・カラードプラ超音波診断装置ソノビスタ-ColorFD発売。
- 2002年12月 - 持田製薬株式会社より分社、持田メディカルシステム株式会社として活動を開始。
- 2004年9月 - シーメンス旭メディテック株式会社より超音波診断装置の事業譲渡を受け、持田シーメンスメディカルシステム株式会社として活動を開始。シーメンスの出資比率は35%。
- 2006年11月 - 半導体レーザ治療器「メディレーザソフトパルス10」発売。
- 2007年10月 - 持田製薬からシーメンスへ株式の譲渡が行われ、シーメンスの出資比率が51%、持田製薬は49%となる。
- 2013年8月 - シーメンス・ジャパンに吸収合併され、クリニカルプロダクト事業本部 超音波ビジネス本部となった。

## 主な製品
- 産科、婦人科むけ超音波診断装置 (ACUSON、SONOVISTA)
- 胸部、循環器むけ超音波診断装置 (ACUSON)
- ヒステロスコープ
- 新生児黄疸検査装置